# St. Victor (Herringen)

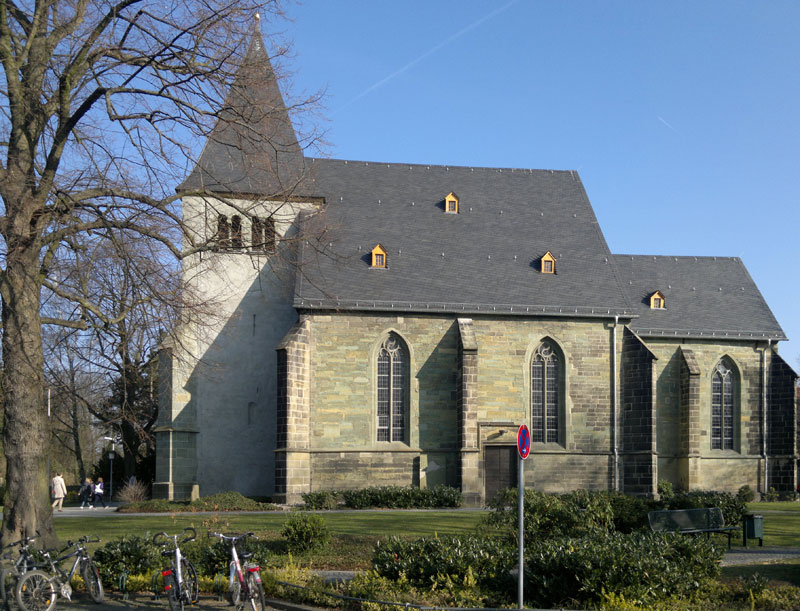
Die Herringer St.-Victor-Kirche

Die evangelische Kirche St. Victor ist ein denkmalgeschütztes Kirchengebäude in der Fangstraße 3 in Herringen, einem Stadtbezirk von Hamm in Nordrhein-Westfalen.

## Geschichte und Architektur
Erstmals urkundlich erwähnt wurde eine Vorgängerkirche 1031.
Die zweijochige Hallenkirche mit einem gerade geschlossenen zweijochigen Chor wurde in der ersten Hälfte des 14. Jahrhunderts errichtet. Der Westturm aus der Mitte des 12. Jahrhunderts stammt noch vom Vorgängerbau. Der Außenbau wurde aus hammerechtem, zum Teil grünlichem Sandsteinmauerwerk mit Strebepfeilern und einem umlaufenden Kaffgesims erstellt. Zweibahnige Maßwerkfenster gliedern die Wände. Die dreibahnigen Maßwerkfenster in der Chorstirnwand wurden um 1500 erneuert. Der Turm wurde aus geschlämmtem Bruchsteinmauerwerk gebaut; im oberen Geschoss sind zum Teil erneuerte gekuppelte Schallöffnungen mit eingestellten Säulchen eingebaut. Die Strebepfeiler stammen aus neuerer Zeit. Die zweigeschossige Sakristei wurde 1901 angebaut. Das Kirchenschiff über einem querrechteckigen Grundriss wird durch niedrige Rundstützen in unterschiedlich lange Joche unterteilt. Darüber ruhen zwischen profilierten Gurt- und abgefassten Scheidbögen auffallend hohe, stark gebuste Kreuzrippengewölbe, die wohl um 1500 erneuert wurden. Im Chor wurden über halbrunden Diensten und Konsolen Kreuzrippengewölbe mit Scheitelkehlen und vegetabil dekorierten Schlusssteinen eingezogen. Die Westempore in klassizistischen Formen wurde 1952 etwas zurückgesetzt. Durch Bergschäden bedingte Sicherungsarbeiten wurden 1984 durchgeführt.

## Epitaphe
Im Kirchenraum verteilt werden etliche Epitaphe aufbewahrt. Von Bedeutung sind die Epitaphe für Anna von Hugenpoet (geborene von Pentlinck, gest. 1604) aus der Werkstatt von Hans Lacke und für deren Tochter Clara Anna (gest. 1603) und die Tafel mit Wappen des Herzogs von Kleve aus der Zeit um 1600. Alle Arbeiten wurden aus Sandstein hergestellt und sind mit Rollwerkdekor versehen. Die weiteren Grabplatten vom 16. bis zum 18. Jahrhundert wurden 1985 restauriert.

## Glocken
Die Kirche besitzt heute fünf Glocken:
- I. St.-Victor-Glocke, Ton f′+9, Masse 800 kg, gegossen im 13. Jahrhundert von Bodo.
- II. Ton f’+2,5, Masse 800 kg, gegossen 1719 von Jacobus Rincker.
- III. Ton des″+1,5, Masse 180 kg, gegossen 1550 von Tonnis Westerhues.
- IV. Ton es″+3, Masse 190 kg, gegossen 2013 von A. Bachert in Karlsruhe.
- V. Ton ges″+5, Masse 165 kg, gegossen 2013 von A. Bachert in Karlsruhe.